# Joke Van de Velde
Joke Van de Velde, née à Gand le 28 décembre 1979, est un mannequin et une présentatrice de télévision belge qui a été couronnée Miss Belgique en 2000.
Joke Van de Velde a posé dans différents magazines dont Maxim. Elle a aussi travaillé pour le magazine Flair. Elle participe à l'organisation des présélections de Miss Belgique 2007 en Flandre-Orientale.
Joke van de Velde est aussi comédienne.

## Vie privée
Elle a eu une liaison avec le footballeur Émile Mpenza.